# Грир, Джейн
Джейн Грир (англ. Jane Greer, урождённая Беттиджейн Грир (англ. Bettejane Greer), 9 сентября 1924 — 24 августа 2001) — американская актриса кино и телевидения, наиболее известная по роли роковой женщины Кэти Моффат в фильм-нуар 1947 года «Из прошлого».

## Биография
Беттиджейн Грир родилась в Вашингтоне, округ Колумбия, в сентябре 1924 года в семье Чарльза Дурелла Макклеллана Грира-младшего и его жены Бетти. В возрасте 15 лет у неё случился лицевой паралич в результате которого левая часть её лица оказалась парализована. В ходе длительных упражнений ей всё-таки удалось справиться с недугом, который в будущем повлиял на её карьеру — актриса стала обладательницей загадочно спокойного выражения лица со слегка насмешливым взглядом, что в свою очередь использовалось в рекламных кампаниях киностудии «RKO», в который её называли «женщиной с улыбкой Моны Лизы».
Продвижению Грир в шоу-бизнес способствовала её победа на одном из конкурсов красоты, после которого она занялась модельной карьерой, а также стала вокалисткой в одной из музыкальных групп. В июле 1942 года фотографию Грир на обложке журнала «Life» заметил Говард Хьюз, благодаря которому она попала в Голливуд. Хьюз пристроил начинающую актрису на студию «RKO», где в 1945 году состоялся её кинодебют в фильме «Кураж в два часа» (1945). В последующие пять лет Джейн Грир снялась в десятке кинокартин, среди которых «Дик Трейси» (1945), «Алиби Сокола» (1946), «Синбад-мореход» (1947), «Мне не поверят» (1947), «Станция Вест» (1948) и «Большой обман» (1949), а популярность ей принёс нуар Жака Турнёра «Из прошлого», вышедший на экраны в 1947 году.
В 1950-х актриса снялась ещё в ряде приметных картин, таких как «Теперь ты на флоте» (1951), «Узник крепости Зенда» (1952), «Клоун» (1953) и «Человек с тысячью лиц» (1957), прежде чем уйти на телевидение, появляясь в последующие годы на большом экране лишь изредка. В 1984 году на экраны вышел неонуар «Несмотря ни на что», ремейк картины «Из прошлого», где Джейн Грир сыграла мать своей прошлой героини. На телевидении наиболее известна ролью Вивиан Смити Найлс, матери Нормы Дженнингс в сериале «Твин Пикс». Также играла в сериалах «Она написала убийство», «Коломбо» и других.

## Личная жизнь
2 декабря 1943 года в Голливуде Грир вышла замуж за Руди Валле, но они расстались через три месяца и развелись 27 июля 1944 года. 20 августа 1947 года Грир вышла замуж за Эдварда Ласкера (1912—1997), адвоката и бизнесмена из Лос-Анджелеса, от которого у нее родились трое сыновей, Алекс, Стивен и Лоуренс, кинопродюсер (Военные игры, Тихушники). Грир и Ласкер развелись в 1967 году. Грир была католичкой.
Актриса скончалась в Лос-Анджелесе в августе 2001 года от рака. Её вклад в киноиндустрию США принёс ей звезду на голливудской «Аллее славы».